# Tanychora petiolata
Tanychora petiolata là một loài tò vò trong họ Ichneumonidae.